# Torre dels Vents
La Torre dels Vents és un edifici en forma de torre, de planta octogonal, construït de marbre, situat a l'àgora romana d'Atenes. Es tracta d'un Horologion o rellotge. El seu constructor va ser Andronicus Cyrrhestes, al segle i aC (50 aC). Les seves dimensions són de 12 metres d'alçada i gairebé 8 metres de diàmetre.

Es trobava dotada amb nou dials de rellotge de sol, una clepsidra o rellotge d'aigua al seu interior i possiblement un penell situat a la teulada, que apuntava a cadascun dels seus vuit costats, que representa una direcció del vent segons la rosa dels vents, orientats als punts cardinals, mostra un relleu que representa el vent associat a aquest punt:
Bòreas (N), Kaikias (NE), Euros (E), Apeliotas (SE), Notos (S), El·lips (SO), Zèfir (O), i Skiron (NO).
Utilitzada com a torre d'església durant l'era romana d'Orient, al començament del XIX es trobava parcialment soterrada, però va ser excavada per la Societat Arqueològica Grega.